# Cerăt
Cerăt – wieś w Rumunii, w okręgu Dolj, w gminie Cerăt. W 2011 roku liczyła 4226 mieszkańców.